# Peaches Jackson
Peaches Jackson (Buffalo, 9 ottobre 1913 – Honolulu, 23 febbraio 2002) è stata un'attrice statunitense, attiva come attrice bambina dal 1917 al 1925 (tra i 4 e i 12 anni d'età).

## Biografia
Charlotte "Peaches" Jackson nasce a Los Angeles nel 1913. Anche sua madre Charlotte Jackson (1891-1992) avrà qualche piccolo ruolo nel cinema degli anni Venti e due dei suoi fratelli e sorelle Mary Ann Jackson (1923-2003) e Dickie Jackson (1925-1993) saranno anch'essi attori bambini nella serie delle Simpatiche canaglie.
Peaches debutta al cinema nel 1917 e per una decina di anni è una presenza familiare nei film di Hollywood, in parti drammatiche di supporto, indifferentemente utilizzata per ruoli di bambina o bambino, secondo le accettate convenzioni del cinema muto del tempo. Condivide lo schermo con altri attori bambini (Mae Giraci, Jackie Coogan, Frankie Lee, Michael D. Moore, Jackie Condon, Buddy Messinger, Georgie Stone) ed alcuni tra i più celebri attori e attrici del tempo, da Lillian Gish a Mary Pickford e Blanche Sweet, formando in particolare un'affiatata coppia con  Thomas Meighan.
Con l'adolescenza la sua carriera conosce un rapido declino. Nel 1929 Cecil DeMille la chiama nel cast di Donna pagana (The Goddless Girl) assieme ad altri ex-attori bambini in cerca di un rilancio come giovani attori. Ma anche negli anni seguenti a Peaches si offriranno solo piccoli ruoli non accreditati come "chorus girl".
Dopo un primo matrimonio presto conclusosi in divorzio, alla metà degli anni Trenta Peaches sposa Tony Guerrero, un "beach boy" dalle Hawaii, anche lui aspirante attore. I due collezionano nel cinema solo qualche parte minore. Si fanno piuttosto conoscere a Los Angeles come gestori di un ristorante di successo, "The Hawaiian Hut". Nel 1940 la coppia decide di abbandonare definitivamente il mondo del cinema e di aprire un proprio ristorante alle Hawaii. Fino alla sua chiusura nel 1958 "The Tropics" si afferma come uno dei più rinomati ristoranti e locali alla moda a Waikiki, Honolulu. Vi si esibiscono i migliori complessi musicali del tempo ed è frequentato dalle stelle del cinema di Hollywood, da John Wayne a Bing Crosby, Jane Russell, Johnny Weissmuller, Mickey Rooney, e molti altri.
Tony Guerrero muore nel 1985; Peaches Jackson lo seguirà nel 2002, all'età di 88 anni. 

## Riconoscimenti
- Young Hollywood Hall of Fame (1920's)

## Filmografia

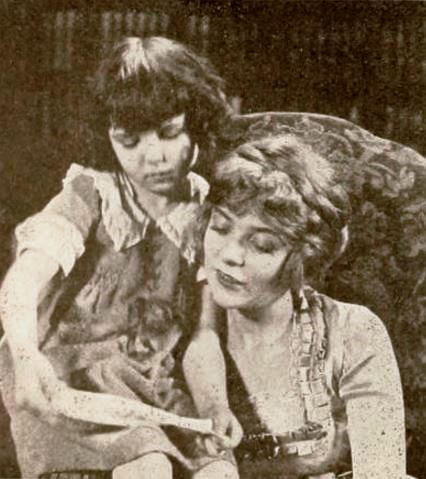
Peaches Jackson con Blanche Sweet in The Girl in the Web (1920)

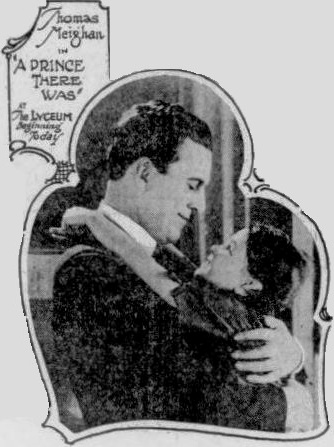
E con Thomas Meighan in A Prince There Was (1921)

- His Sweetheart, regia di Donald Crisp (1917)
- I Love You, regia di Walter Edwards (1918)
- The Hopper, regia di Thomas N. Heffron (1918)
- La fanciulla che cerca amore (The Greatest Thing in Life), regia di D.W. Griffith (1918)
- One of the Finest, regia di Harry Beaumont (1919)
- Il ladro di perle (A Rogue's Romance), regia di James Young (1919)
- Jinx, regia di Victor Schertzinger (1919)
- When Dawn Came, regia di Colin Campbell (1920)
- Rio Grande, regia di Edwin Carewe (1920)
- The Prince Chap, regia di William C. de Mille (1920)
- The Girl in the Web, regia di Robert Thornby (1920)
- Lahoma, regia di Edgar Lewis (1920)
- Midsummer Madness, regia di William C. de Mille (1921)
- Through the Back Door, regia di Alfred E. Green e Jack Pickford (1921)
- Miss Lulu Bett, regia di William C. de Mille (1921)
- A Prince There Was, regia di Tom Forman (1921)
- The Bachelor Daddy, regia di Alfred E. Green (1922)
- While Justice Waits, regia di Bernard J. Durning (1922)
- Heroes of the Street, regia di William Beaudine (1922)
- Il piccolo saltimbanco (Circus Days), regia di Edward F. Cline (1923)
- Mine to Keep, regia di Ben F. Wilson (1923)
- The Eternal Three, regia di Marshall Neilan e Frank Urson (1923)
- Pied Piper Malone, regia di Alfred E. Green (1924)
- Poisoned Paradise, regia di Louis J. Gasnier (1924)
- Cytherea, regia di George Fitzmaurice (1924)
- Kentucky Pride, regia di John Ford (1925)
- Oh Boy, regia di Harry McCoy (1927) - cortometraggio
- Long Pants, regia di Frank Capra (1927) - non accreditata
- Donna pagana (The Godless Girl), regia di Cecil B. DeMille (1929) - non accreditata
- It's Great to Be Alive (1933) - non accreditata
- Dancing Lady (1933) - non accreditata